# Juan I (obispo de Jaén)
Juan I o Juannes (Soria, ¿?-¿?, 1285) religioso castellano, racionero y después canónigo y maestrescuela de la catedral de Jaén. Obispo de Jaén desde 1283.
A la muerte de su predecesor el 29 de noviembre de 1283, al día siguiente día de San Andrés, se reunió el cabildo de la catedral y eligió a Juan como nuevo obispo, que confirmó el arzobispo de Toledo, Gonzalo García Gudiel el 8 de diciembre de 1283. A esta elección se opusieron algunos prebendados de la misma iglesia, alegando: «Que era un hombre de canas y anciano» y manifestando su malestar por la elección solo de obispos naturales de Soria.
Aparece como confirmador en un privilegio dado en Segovia a 23 de diciembre de 1284 por el rey Sancho IV en el que concede a la villa de Arjona sus términos y otorga el Fuero de Toledo, aludiendo que era el mismo por el que se regia la ciudad de Jaén.